# Ernesto Canal
Ernesto Canal (* 30. Oktober 1924 in Venedig; † 8. Februar 2018 ebenda), häufig „Tito“ genannt, war ein italienischer Archäologe. Er gilt als Pionier der archäologischen Erforschung der Lagune von Venedig, insbesondere der mesolithischen bis römischen und der frühmittelalterlichen Epochen. Dabei entdeckte er in beinahe acht Jahrzehnten 175 Fundstätten und 90.000 Artefakte.

## Herkunft und Jugend
Ernesto Canals Eltern waren Giulia Sartori und Virgilio Canal. Beide waren Venezianer, die einer Familie entstammten, die sich bis in die Zeit um 1200 zurückverfolgen lässt, vielleicht sogar bis ins 5. Jahrhundert. Spätestens 1273 wurde die Familie zum venezianischen Adel gerechnet, nachdem ein Filippo Canal mit zwei eigenen Schiffen Genuesen besiegt hatte. Aus dem Zweig der Familie Ernesto Canals wurde der Abt Daniele Canal (1791–1883) der bekannteste Vertreter. Der österreichische Kaiser unterstützte ihn finanziell bei der Gründung des Istituto Canal-Marovich (heute: Casa studentesca Santa Fosca), einer Bildungsanstalt für Kinder, die 1864 von Daniele Canal zusammen mit Anna Maria Marovich bzw. Marović (1815–1887) gegründet wurde. Aus demselben Familienzweig stammte Bernardo Canal, ein Anhänger Giuseppe Mazzinis, der am 7. Dezember 1852 von den Österreichern in Mantua erschossen wurde.
Ernestos Vater Virgilio Canal war Goldschmied unweit von San Fantin im Sestiere San Marco. Zusammen mit seiner Frau hatte er drei Söhne: Piero, Carlo und Giovanni. Ernesto wurde nach dem Umzug nach Lido geboren und erhielt den Namen Ernesto Massimiliano, doch wurde er fast von Anfang an „Tito“ genannt. In Lido wurde auch der fünfte Sohn Giorgio geboren. 1929 zog die Familie wieder nach Venedig in einen Palast in Cannaregio bei Santa Fosca am Canal Grande, während die Mutter mit der einzigen Tochter Anna Aurora schwanger war.

## Leben und Werk
Mit 16 begann sich Ernesto Canal für die Frage nach der Entstehung der venezianischen Lagune zu interessieren. Zu dieser Zeit entspann sich eine Debatte, ob die römischen Artefakte, die in der Lagune gefunden worden waren, dort entstanden, oder ob sie von den mittelalterlichen Bewohnern dorthin gebracht worden waren. 1944 kam Ernestos Vater bei einem alliierten Fliegerangriff nahe Istrana in der Provinz Treviso ums Leben, weil der Pilot nicht die Lokomotive, sondern einen der Waggons beschoss. Ernestos Bruder Giorgio kam ebenfalls im Krieg ums Leben, Carlo wurde in ein deutsches Konzentrationslager deportiert.
Die verbliebenen Geschwister fuhren oftmals mit ihren Booten in die Lagune hinaus. Während Ernesto weiterhin die vormittelalterliche Archäologie faszinierte, fanden seine Ideen keinerlei Widerhall, nur sein Freund und Fischer Archimede Diseppi unterstützte ihn. Er war Harpunenfischer (fagiaroto). Durch ihn lernte Ernesto die Canali, Barene, Velme kennen, die Untiefen und Strömungen, die Sandbänke und die zahlreichen menschlichen Einrichtungen, die sich dort befanden, um der Lagune Meerestiere und Fische, aber auch Salz und Jagdtiere abzugewinnen. Diese präzisen Kenntnisse gestatteten später archäologische Grabungen unter schwierigsten Bedingungen. Auch wenn seine Suche zunächst ohne Erfolg blieb, so lernte er doch Latein und ein wenig Griechisch bei Anna Laurenti, einer Tochter des Architekten Cesare Laurenti (1854–1936), der den Fischmarkt von Rialto entworfen hatte.
Währenddessen gründeten die Canal-Geschwister eine Fabrik für Modeschmuck an den Fondamenta della Sensa in ihrem heimatlichen Sestiere. Dorthin zogen sie 1961. Nach zahlreichen Gesprächen mit Fischern, die zu seinen Freunden geworden waren, und nach Hinweisen von ihnen, kam es Mitte der 60er Jahre zu ersten archäologisch bedeutenden Funden. Er meldete sie der zuständigen Soprintendenza alle Antichità delle Venezie. Bianca Maria Scarfì, Direktorin der archäologischen Museen von Venedig und von Altino, wurde aufmerksam. Auch Giovanni Zambon interessierte sich für Canals Entdeckungen. Er war Lehrer auf Burano und Murano. Er hatte ebenfalls einige Artefakte entdeckt, und so begannen die beiden Laien sich auszutauschen, während die Fachleute sie weitgehend ignorierten. Über Zambon lernte Canal den Biologen Alessandro Marcello kennen, ebenso wie den Präsidenten des Istituto di Studi Adriatici Nicolò Spada. Über Zambon und Spada lernte er wiederum Luigi Lanfranchi kennen, den Direktor des Staatsarchivs. Er wünschte mit den Männern eine Zusammenarbeit bei Untersuchungen der Magistratura del Piovego, der Behörde, die in der Republik Venedig für die Lagune verantwortlich gewesen war. Canal und Spada übersetzten dafür Dokumente, identifizierten Orte, so dass im Laufe der Zeit ein Kartenwerk entstand, das zeigte, wie sich die Bereiche der Lagune zu verschiedenen Zeiten gehoben und gesenkt hatten. Diese Karten und die dazugehörigen Aufzeichnungen wurden jedoch nie publiziert.
Die Fundstücke sollten Ende der 1960er Jahre im Labor der Soprintendenza ai Beni artistici e storici di Venezia bei San Gregorio, unweit von Santa Maria della Salute, wo Canal die Gründer Lorenzo Lazzarini und den Soprintendente Francesco Valcanover kennen lernte. Sie entschieden, den Kunsthistoriker Wladimiro Dorigo in Kenntnis zu setzen. Doch noch immer blockierte Roberto Cessi (1885–1969), unumstrittener Meister der Geschichtswissenschaften in Venedig, die Forschungen, denn er hing der Annahme an, dass die römischen Fundstücke erst im Mittelalter in die Lagune gelangt waren. Entgegen diesem verbreiteten Desinteresse entschied Bianca Maria Scarfì, dass Canal zum Ispettore Onorario per le Antichità nella zona della laguna veneta werden sollte. Auslöser für die Beförderung zum ‚Ehreninspektor für die Altertümer auf dem Gebiet der venezianischen Lagune‘ waren seine Funde in der Palude del Vigno.
Die Brüder Canal entwickelten inzwischen in ihrer Fabrik, die 20 Mitarbeiter beschäftigte, Geräte zur Untersuchung des Lagunenuntergrunds. Doch 1983 mussten sie das Unternehmen aufgeben. 1985 zog Ernesto Canal in das Gebäude.
1976 publizierte Canal seinen ersten wissenschaftlichen Beitrag über die Zuckerverarbeitung, die er anhand von Funden, die er zusammen mit seinen Freunden Gian Pietro Giacomelli, Giovanni Trentin und Vittore Zaniol bei Fusina gemacht hatte. Weitere Funde folgten. Ab 1977 arbeitete Canal mit Wladimiro Dorigo zusammen.
1969 bis 1978 grub Canal inzwischen in San Marco in Bocca Lama und publizierte über diesen wichtigen Fundort für die spätmittelalterliche Archäologie der Lagune und der Schifffahrt. 1980 wurde Canal zum Ispettore Onorario per i Beni Artistici e Storici per la città di Venezia con particolare riferimento alla ricognizione dei fondali e delle barene della Laguna ernannt. Dies beinhaltete, dass er sowohl auf venezianischem als auch auf paduanischem Gebiet federführend sein sollte, und zwar mit besonderem Schwerpunkt auf dem Lagunengrund und den Barene. 1980 begann die Zusammenarbeit mit den Geologen Vito Favero und Luigi Alberotanza, um die Oszillationen des Meeresspiegels genauer zu bestimmen. 1981 schloss er sich der Équipe Veneziana di Ricerca an, einer 1971 gegründeten Gruppe Freiwilliger unter Leitung von Giulio Pozzana. Canal wurde Mitglied einer der drei Abteilungen, nämlich der Studi lagunari. Die Gruppe arbeitete an Projekten um San Giacomo in Paludo, San Ariano und San Lorenzo in Ammiana.
Am 10. Juni 1983 wurde Canal zum Ispettore Onorario per i Beni Ambientali e Architettonici ernannt, seine Stelle als Ispettore Onorario per i Beni Artistici e Storici e per l’Archeologia bestätigt. Allerdings wurden die Stellen 1992 nicht mehr verlängert.
Canal arbeitete inzwischen an byzantinischen Funden. Zusammen mit Lazzarini veröffentlichte er 1983 Ritrovamenti di ceramica bizantina in Laguna e la nascità del graffito veneziano. Sie stellten fest, dass Venedig byzantinische Keramik von der 1. Hälfte des 12. bis Ende des 14. Jahrhunderts importiert hatte. Ab der ersten Hälfte des 13. Jahrhunderts ging daraus die ceramica graffita arcaica veneziana hervor. Zusammen mit Antonio Rosso publizierte Canal 1985 Untersuchungen des von ihm 1969 lokalisierten Fundorts auf der Insel San Leonardo in Fossa Mala. Auf der Grundlage der Kartographie des 16. Jahrhunderts hatte er die Überreste von sieben Häusern und einer Kirche entdeckt. 1975 bis 1988 arbeitete Canal an spätantiken Gebäuden entlang der Ostseite der Insel San Giacomo in Paludo.
1989 heiratete Canal die amerikanische Kunsthistorikerin und Malerin Sally Spector. Mit ihr und der Historikerin Lidia Fersuoch sowie Giovanni Zambon publizierte er einen Überblick, in dem die nur 0,43 ha große Insel Motta di San Lorenzo eine wichtige Rolle spielte. Es folgte eine weitere zu Entdeckungen am Canale di Campalto. In der Zeitschrift Archeologia e Calcolatori veröffentlichte er zusammen mit Silvia Cavazzoni die Datierung von 44 der von ihm selbst entdeckten Fundorte.
1995 erschien Le Venezie sommerse. Quarant’anni di archeologia lagunare, das die archäologischen Forschungen von vier Jahrzehnten resümierte. 1996 erhielt er den Auftrag, alle ihm bekannten Fundorte im archäologischen Atlas der Lagune zu verzeichnen. Es waren inzwischen 143 Stätten. Anlässlich der öffentlichen Präsentation erhielt Canal den Ehrentitel benemerito della cultura.
Doch Canal ging noch weiter. 1998 erschien Testimonianze archeologiche nella laguna di Venezia. L’età antica, in dem er anhand von 44 Fundstätten nicht nur römische und paläo-venetische Stätten aufführte, sondern auch urgeschichtliche, nämlich neolithische. Auch gelang ihm die Rekonstruktion der großen Meeresspiegelhebungen und -senkungen, die mehrere Male die Lagune entvölkerten, bzw. nur Fischern den Aufenthalt dort gestatteten. So verschwanden vor den Römern die älteren Siedlungen, dann durch einen weiteren Anstieg die der römischen Zeit.
Im Film 6 x Venedig (Sei Venezia) von Carlo Mazzacurati berichtete Ernesto Canal im Jahr 2012 über seine Arbeit und zeigte dabei neolithische Fundstücke. Noch im selben Jahr legte er gemeinsam mit Kollegen Belege für mesolithische Jäger und Sammler vor, die das Gebiet des späteren Lagunenrandes bewohnt hatten.
2013 erschien Canals Überblickswerk Archeologia della laguna di Venezia 1960–2010, das allein 730 Fundstätten in der Lagune aufführt. 2015 kam eine Neuauflage heraus.

## Schriften (Auswahl)
- Localizzazione nella laguna veneta dell’isola di San Marco in Bocca Lama e rilevamento di fondazioni di antichi edifici, in: Archeologia Veneta 1 (1978) 167–174 (Digitalisat).
- mit Lorenzo Lazzarini: Ritrovamenti di ceramica bizantina in laguna e la nascità del graffito veneziano, in: Faenza 69 (1983) 19–58.
- mit Lidia Fersuoch, Sally Spector, Giovanni Zambon: Indagini archeologiche a S. Lorenzo di Ammiana (Venezia), in: Archeologia Veneta 12 (1989) 71–96.
- mit Silvia Cavazzoni: Antichi insediamenti nella laguna di Venezia: analisi multi variata di tipo FUZZY C – MEANS CLUSTERING, in: Archeologia e calcolatori 1 (1990) 165–177.
- Le Venezie sommerse: quarant’anni di archeologia lagunare, in: Giovanni Caniato, Eugenio Turri, Michele Zanetti (Hrsg.): La Laguna di Venezia, Verona 1995, 193–225 (Forschungsgeschichte).
- Testimonianze archeologiche nella laguna di Venezia, Cavallino di Venezia 1998.
- Archeologia della laguna di Venezia 1960–2010, Cierre Edizioni, Caselle di Sommacampagna (Verona) 2013, ISBN 978-88-8314-664-0; neue Auflage 2015, ISBN 978-88-8314-790-6 (umfassender Überblick).

### Porträts
- Ernesto Canal, 1924–2018. Pioniere dell‘Archeologia lagunare, 8:17 min (Ausschnitt aus dem Film von Carlo Mazzacurati: Sei Venezia)
- Maurizio Crovato: Dorigo e Canal: Due grandi Veneziani 'dimenticati', 2021, 1:44 min

### Interviews
- Le origini di Venezia, Interview von 2013
- Primi insediamenti e cesure abitative
- Il Porto Romano di Malamocco